# Senoculifer
Senoculifer is een geslacht van spinnen uit de  familie van de Philodromidae (renspinnen).

## Soorten
- Senoculifer conivulvus Balogh, 1936
- Senoculifer dentibulbis Balogh, 1936
- Senoculifer simplicibulbis Balogh, 1936